# Petra Němcová
Petra Němcová (Karviná, 24 de junho de 1979) é uma modelo tcheca.

## Biografia
Seu pai é pedreiro e sua mãe é professora. Tem uma irmã chamada Olga.
Tornou-se modelo ao 16 anos, apoes ser descoberta durante uma busca do talento nacional.
Em 2003 foi destaque na capa da Sports Illustrated Swimsuit Issue. Desfilou para a Victoria's Secret e em diversas campanhas publicitárias, inclusive Cartier e Max Factor. Em 3 de junho de 2004, foi uma das juradas durante a competição anual do Miss Universo em Quito, Equador. em 2009 casou-se com o futebolista tcheco Milan Landšzaat Baroš 
Fala tcheco, eslovaco, polonês, inglês, francês e italiano.